# Holmium(III)chloride
Holmium(III)chloride is een anorganische verbinding van holmium, met als brutoformule HoCl3. De stof komt voor als een gele kristallen, die goed oplosbaar zijn in water. De watervrije kristallen zijn erg hygroscopisch en vormen makkelijk het hexahydraat. Het zout wordt vaak aangewend in academisch onderzoek.

## Synthese
Naast de rechtstreekse synthese uit de samenstellende elementen kan holmium(III)chloride ook bereid worden door de reactie van holmium(III)oxide met ammoniumchloride, bij 200-250°C:
{\displaystyle \mathrm {Ho_{2}O_{3}\ +\ 6\ NH_{4}Cl\ \longrightarrow \ 2\ HoCl_{3}\ +\ 6\ NH_{3}\ +\ 2\ H_{2}O} }

## Kristalstructuur en eigenschappen
Holmium(III)chloride bezit een monokliene kristalstructuur, vergelijkbaar met die van aluminiumchloride. Het behoort tot ruimtegroep C12/m1.
Holmium(III)chloride vertoont de opmerkelijke eigenschap van kleur te veranderen onder invloed van licht: in natuurlijk licht hebben de kristallen een gele kleur, terwijl zij onder een fluorescentielamp een rood-roze kleur verkrijgen.